# Стрикленд, Мейбл
Мейбл Эделин Стрикленд (мальт. Mabel Edeline Strickland; 8 января 1899 — 29 ноября 1988) — англо-мальтийская журналистка, владелец газеты и политический деятель.

## Семья и личная жизнь
Стрикленд была дочерью сэра Джеральда Стрикленда, впоследствии 4-го премьер-министра Мальты, и Леди Эделин Саквилл. Её мать была старшей дочерью Реджинальда Саквиля, 7-го графа Де Ла Варра из Кноля, графство Кент. Мейбл так и не вышла замуж, оставив большую часть своего состояния своему единственному наследнику Роберту Хорниолду-Стрикленду.

## Жительство
Мейбл Стрикленд большую часть своей жизни прожила на вилле Паризио в Лидже. До этого она жила в своем семейном доме Вилла Болонья, в Аттарде, Мальта — дом её отца, лорда Стрикленда.

## Карьера
Стрикленд основала газету на Мальте вместе со своим отцом и мачехой Леди Стрикленд (Маргарет, дочь Эдварда Халтона). В 1935 году она стала редактором «Таймс оф Мальта» и «Иль Берка», а затем заняла пост управляющего директора газет после смерти своего отца в 1940 году. Газета никогда не пропускала ни одного номера во время осады Мальты во Второй мировой войне, несмотря на то, что несколько раз несла потери. Мейбл сформировала и возглавила Прогрессивную конституционалистскую партию в 1950-х годах и была одним из главных политических лидеров 1950-х годов, участвуя в интеграционных переговорах в 1956-57 годах, а также выступая против независимости в 1964 году. В 1962 году она была избрана депутатом мальтийского парламента. Она всегда страстно боролась за свободную и независимую прессу и поддерживала связи Мальты с Великобританией и Содружеством. Выйдя на пенсию, она основала фонд Стрикленда от имени своей семьи.

## Смерть
Мейбл Стрикленд умерла 29 ноября 1988 года и похоронена в семейном склепе Стрикленд в Соборе Святого Павла.